# Gonzalo Maier
Gonzalo Maier Cruz (Talcahuano, 1981) és un crític literari i escriptor xilè, columnista per als diaris El Mercurio i La Tercera, així com per a les revistes Qué pasa, Dossier i l'argentina Perfil, entre d'altres. Va publicar la seva primera novel·la als divuit anys.
Maier va estudiar Literatura a Xile i a Bèlgica, i va fer estudis de doctorar en una universitat dels Països Baixos. Cap a l'any 2011, l'autor estava preparant un llibre de viatges i assajos titulat El senyor de la mudanza, finançat per una beca del Consell Nacional de la Cultura i les Arts de Xile. Posteriorment publicaria El destello i Leyendo a Vila-Matas.

## Obra
- 2000 - El destello
- 2011 - Leyendo a Vila-Matas
- 2015 - Material rodante.[4]
- 2016 - El libro de los bolsillos (Minúscula, 2016)[5]